# Խ
Das Xê (Խ und խ) ist der 13. Buchstabe des armenischen Alphabets. Der Buchstabe stellt den Laut [⁠x⁠] dar und wird im Deutschen mit dem Digraphen Ch transkribiert.
Es ist dem Zahlenwert 40 zugeordnet. 

## Zeichenkodierung
Das Xê ist in Unicode an den Codepunkten U+053D (Großbuchstabe) bzw. U+056D (Kleinbuchstabe) zu finden.